# 팀 호턴스 필드
팀 호턴스 필드(Tim Hortons Field)는 캐나다 온타리오주 해밀턴에 있는 다목적 경기장으로, 현재 캐나디안 풋볼 리그의 해밀턴 타이거-캐츠와 캐나다 프리미어리그의 포지 FC의 홈 경기장으로 사용하고 있다.
건설 중이던 2013년에 캐나다의 요식업체 팀홀튼이 명명권을 취득하여 경기장명으로 이용하고 있다.